# الکساندر دختیارنکو
الکساندر دختیارنکو (اوکراینی: Олександр Сергійович Дехтяренко؛ زادهٔ ۱۳ فوریهٔ ۱۹۹۶) بازیکن فوتبال اهل اوکراین است.
از باشگاه‌هایی که در آن بازی کرده‌است می‌توان به باشگاه فوتبال ماریوپول اشاره کرد.